# نئوهسپریدین دی هیدرو کالکون
نئوهسپریدین دی هیدرو کالکون (به انگلیسی: Neohesperidin dihydrochalcone) با فرمول شیمیایی C28H36O15 یک ترکیب شیمیایی است. که جرم مولی آن ۶۱۲٫۵۸ گرم بر مول می‌باشد. 